# Тюрин, Александр Николаевич
Александр Николаевич Тюрин (1909—1980) — сержант Рабоче-крестьянской Красной Армии, участник Великой Отечественной войны, Герой Советского Союза (1943).

## Биография
Родился 28 августа 1909 года в Туле. Окончил пять классов школы. С 1929 года работал учеником слесаря, слесарем на заводе «Штамп». В 1942 году был призван на службу в Рабоче-крестьянскую Красную Армию. С июля того же года — на фронтах Великой Отечественной войны. Принимал участие в боях на Воронежском и Юго-Западном фронтах. Участвовал в Сталинградской битве, Острогожско-Россошанской и Воронежско-Касторненской операциях, боях за Харьков в феврале 1943 года. К марту 1943 года гвардии красноармеец Александр Тюрин был стрелком 78-го стрелкового полка 25-й гвардейской стрелковой дивизии 6-й армии Юго-Западного фронта.
2 марта 1943 года в составе своего взвода, которым командовал лейтенант Широнин, участвовал в отражении контратак немецких танковых и пехотных частей у железнодорожного переезда на южной окраине села Тарановка Змиёвского района Харьковской области Украинской ССР. В том бою он подбил 2 танка и продолжал вести огонь до тех пор, пока его орудие не было раздавлено немецкой самоходкой. Получил тяжёлые ранения и был отправлен в госпиталь. В своей части его сочли погибшим и посмертно представили к званию Героя Советского Союза.
Указом Президиума Верховного Совета СССР «О присвоении звания Героя Советского Союза начальствующему и рядовому составу Красной Армии» от 18 мая 1943 года за  «образцовое выполнение боевых заданий командования на фронте борьбы с немецкими захватчиками и проявленные при этом отвагу и геройство» был удостоен высокого звания Героя Советского Союза. Орден Ленина и медаль «Золотая Звезда» были ему вручены лишь в феврале 1950 года.
Вернувшись после госпиталя на фронт, продолжал участвовать в боевых действиях. В 1945 году в звании сержанта он был демобилизован. Вернулся в Тулу, работал на заводе «Штамп». Умер 18 июля 1980 года.
Был также награждён орденами Отечественной войны 1-й степени и Славы 3-й степени, рядом медалей.